# Katarakta (geologia)

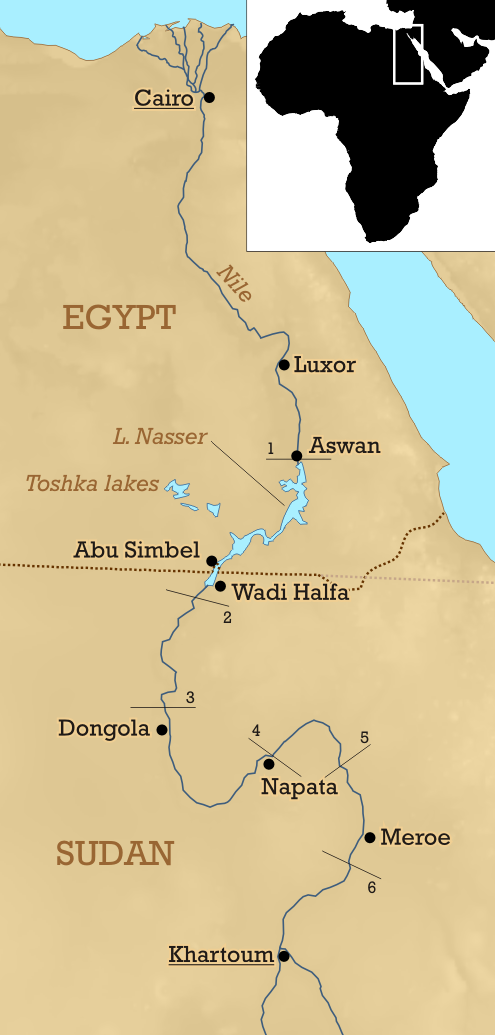
Sześć katarakt Nilu

Katarakta – rodzaj progu rzecznego zbudowanego ze skał bardzo odpornych na erozję, sąsiadujących ze skałami mniej odpornymi, wyżłobionymi głębiej przez rzekę. Na styku tych dwóch rodzajów skał powstaje rodzaj zapory pokonywanej przez wodę w gwałtowny sposób tworząc wodospad. Katarakty są tworzone zazwyczaj ze skał krystalicznych w obrębie zwartych koryt rzecznych (np. na Nilu, Huang He). Są poważnymi barierami w żegludze rzecznej i najczęściej bywają spławne jedynie w porze deszczowej. Termin ten używany jest najczęściej w odniesieniu do rzek Afryki.
Najbardziej znane są katarakty Nilu, które już w czasach starożytnego Egiptu stanowiły wyraźne punkty wyznaczające granice władzy faraonów. Numerowane kolejno od północy na południe od I do VI, katarakty wyznaczały zasięg potęgi państwa egipskiego. Obecnie w granicach Egiptu znajduje się tylko pierwsza katarakta, nad którą położone jest miasto Asuan. Tuż powyżej tej katarakty znajduje się Wysoka Tama Asuańska stanowiąca największą zaporę wodną na Nilu. Pozostałe pięć katarakt znajduje się obecnie na terytorium Sudanu.

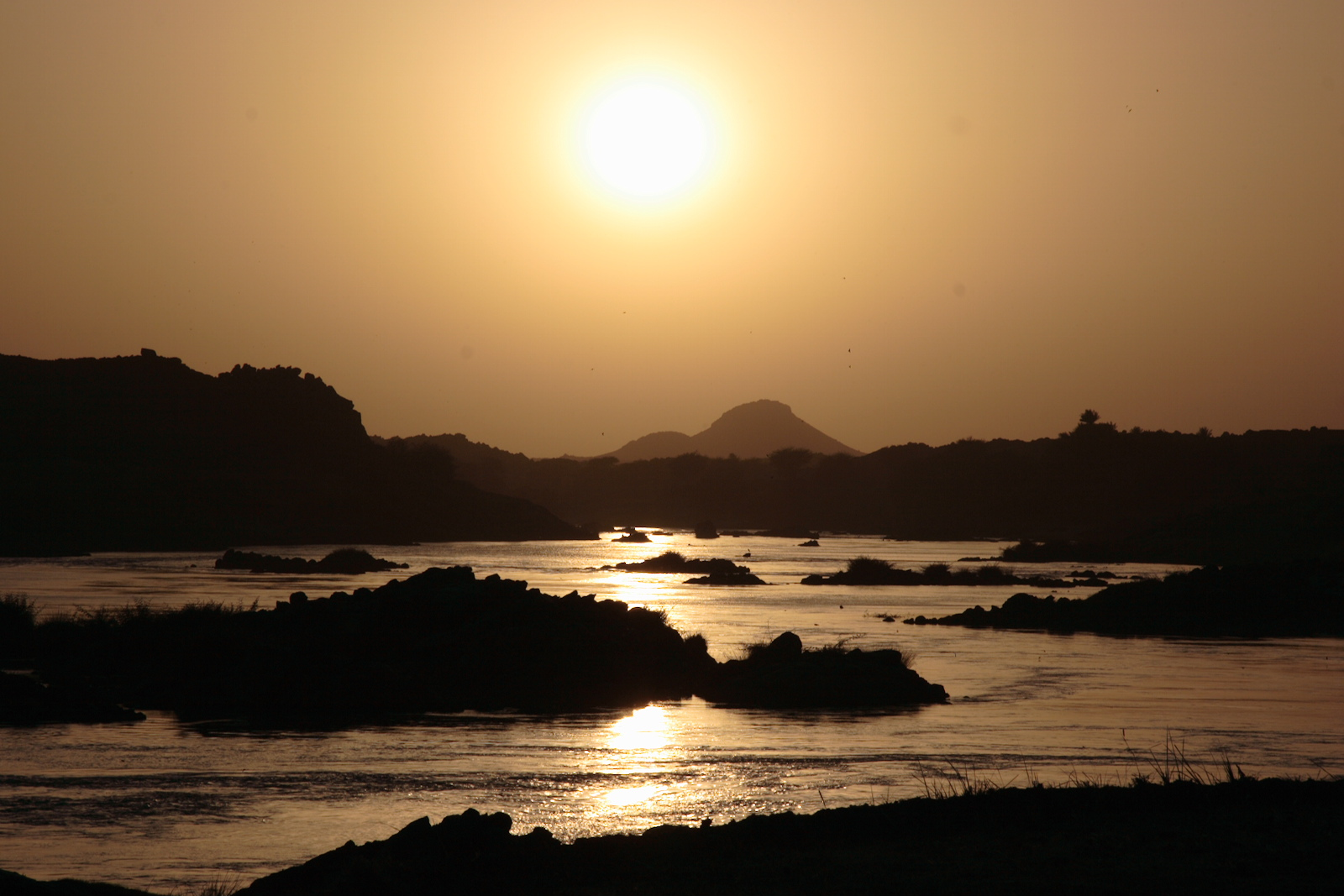
IV katarakta Nilu